# Mission sui juris St. Helena, Ascension und Tristan da Cunha

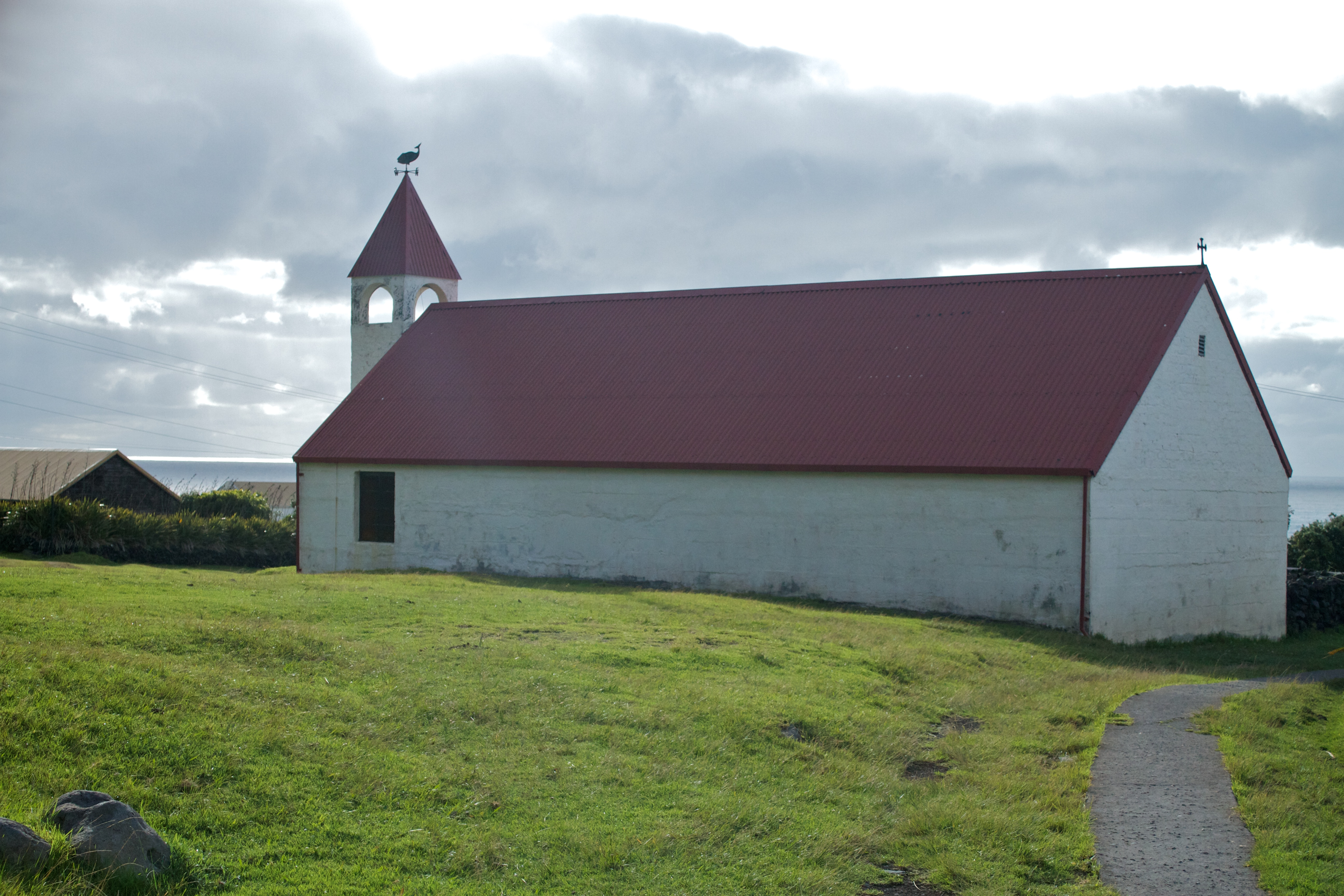
St. Joseph in Edinburgh of the Seven Seas (Tristan da Cunha)

Die Mission sui juris St. Helena, Ascension und Tristan da Cunha (lateinisch Missio sui iuris Sanctae Helenae, Ascensionis et Tristanensis)  ist eine in St. Helena, Ascension und Tristan da Cunha gelegene römisch-katholische Mission sui juris mit Sitz in Jamestown auf St. Helena.

## Geschichte
Die Mission sui juris St. Helena, Ascension und Tristan da Cunha wurde am 18. August 1986 gegründet und aus der Verwaltung des Erzbistums Kapstadt herausgelöst. Der Superior ist seit Gründung der Mission sui juris in Personalunion auch Präfekt der Apostolischen Präfektur Falklandinseln oder Malwinen.

## Superiore
- Anton Agreiter MHM (1986–2002)
- Michael Bernard McPartland SMA (2002–2016)
- Hugh Allan OPraem (2016–2024)
- Tom Thomas Pattasseril IC (seit 2024)

## Pfarreien
Es bestehen drei Pfarreien auf verschiedenen Inseln von St. Helena, Ascension und Tristan da Cunha.
- Sacred Heart-Gemeinde  in Jamestown (St. Helena)
- St.-Joseph-Gemeinde  in Edinburgh of the Seven Seas (Tristan da Cunha)
- Gemeinde Grotte Unserer lieben Frau  in Cat Hill, vier Kilometer südöstlich von Georgetown (Ascension)